# Bezirksabfallverband (Oberösterreich)
Bezirksabfallverbände (BAV) sind in Oberösterreich für die Sammlung, Verwertung und Entsorgung von kommunalen Abfällen verantwortlich.

## Organisation
Alle Gemeinden eines Bezirkes bilden einen Bezirksabfallverband. Die BAV sind Körperschaften öffentlichen Rechts. Somit gibt es 15 Bezirksabfallverbände in Oberösterreich. In den Statutarstädten Linz, Wels und Steyr übernehmen die Städte die Aufgaben des BAV.
Organe des Bezirksabfallverbands sind:
1. die Verbandsversammlung,
2. der Verbandsvorstand,
3. der oder die Vorsitzende und
4. der Prüfungsausschuss

## Aufgaben und Zielsetzung
Die BAV sind für Organisation, Betrieb und Erhalt der Altstoffsammelzentren und Altstoff-Sammelinseln in Oberösterreich zuständig. Sie haben per Gesetz dafür zu sorgen, dass die gesammelten Hausabfälle, sperrige Abfälle, Problemstoffe, biogenen Abfälle und Verpackungen ordnungsgemäß gesammelt, einer Wiederverwendung oder Verwertung zugeführt oder fachgerecht entsorgt werden.
Darüber hinaus ist es die Aufgabe der BAV, Haushalte, Betriebe und Anstalten über Möglichkeiten der Abfallvermeidung, Abfalltrennung und Abfallverwertung zu beraten und zu informieren. Dafür verfügt jeder BAV über Abfallberater, die mittels Beratung und Öffentlichkeitsarbeit (z. B. Schulbesuche, Messestände, Presseaussendungen, Flyer) über diese Themen informieren.
Alle Bezirksabfallverbände und Statutarstädte haben sich gemeinsam mit der Oö. LAVU AG und dem Oö. Landesabfallverband unter der Dachmarke „Unsere Umweltprofis“ zusammengeschlossen.